# Ace Combat 7: Skies Unknown
Ace Combat 7: Skies Unknown es un videojuego de simulación de combate aéreo desarrollado y distribuido por Bandai Namco Games. Es el título más reciente de la serie Ace Combat y el primer videojuego en ser desarrollado para las videoconsolas de octava generación. Su lanzamiento se produjo el 18 de enero de 2019 en las consolas PlayStation 4 y Xbox One, mientras que el 1 de febrero del mismo año lo hizo en Microsoft Windows. El 11 de julio de 2024 fue lanzado en Nintendo Switch.

## Desarrollo
Aunque su existencia se había filtrado días antes, el videojuego fue anunciado oficialmente por Bandai Namco Games durante la PlayStation Experience en diciembre de 2015 para PlayStation 4 y PlayStation VR. Sin embargo, el juego aún se encontraba en etapa de desarrollo.
Un año después, el juego fue presentado nuevamente por Bandai en la PlayStation Experience 2016 con un tráiler que mostraba su jugabilidad y detalles sobre la historia principal. Aunque el juego estaba siendo desarrollado exclusivamente para PlayStation 4 y PlayStation VR, en enero de 2017, Bandai Namco Games confirmó su desarrollo y lanzamiento para Windows y Xbox One. Según anunció la desarrolladora, el título utilizará el motor Unreal Engine 4 y contara con modo multijugador pero no se confirmó una fecha de lanzamiento oficial. Aunque se esperaba que el juego fuera estrenado en 2017, su lanzamiento fue retrasado para el año 2018. En junio de 2017, Bandai Namco mostró una demostración del juego durante el E3 2017 en el que se conocían más detalles sobre su modo campaña y jugabilidad. Finalmente, durante el transcurso de la Gamescom de 2018, se presentó un nuevo tráiler del juego y se estableció su fecha de lanzamiento para 2019.

## Argumento
A principios de la década del 2010, los esfuerzos de mantener la paz en el continente de Usea por parte de Osea tras la Guerra Continental, comenzaban a dar frutos, el Ascensor Espacial Internacional, proyecto auspiciado por el expresidente de Osea, Vincent Harling, comenzó a operar y entregar energía solar recolectada directamente desde la exosfera hacia los países devastados por el impacto del asteroide Ulysses 1994XF04.
A finales de dicha década, facciones radicales de las Fuerzas Armadas del Reino de Erusea, nación que inició y perdió la Guerra Continental en 2003, comenzó a esparcir opiniones antioseanas entre el contingente militar, afirmando que la construcción del ascensor es solo Osea expandiendo su zona de influencia. Engatusada por la oficialidad joven de los radicales, la princesa Rosa Cosette D'Elise autoriza una invasión que toma control del continente rápidamente.
Asalto en carga: la base aérea de la Isla Fort Grays es atacada sin previo aviso por bombarderos eruseanos, tras la pasada inicial de la formación enemiga, la escuadrilla Mage, conformada por el piloto novato Trigger y su compañero Clown, de la Fuerza de Defensa Aérea de Osea y adjunta a las Fuerzas de Pacificación de la Unión Internacional (IUN-PKF) despega y se une a las escuadrilla Golem, dando persecución a los Tu-95 y sus escoltas, derribándolos a todos, el ataque aéreo termina hundiendo al portaaviones Albatross de la Armada de la Federación Central de Usea. Mientras los pilotos vuelven a la base la princesa Cosette anuncia por radio pública la declaración de guerra en contra de Osea y las fuerzas de la Unión Internacional.
Cargando contra el enemigo: siendo informados de la invasión de Erusea al continente y la ocupación del Ascensor Espacial Internacional, las escuadrillas Mage y Golem atacan en conjunto un aeródromo eruseano en la Meseta Scofield, tras destruir sus sistemas antiradar e interceptores los cazas enfilan hacia el campo aéreo, Trigger ahí destruye un C-17 del cual emana una potente explosión que emite una luz blanca intensa. Tras inhabilitar la base, los eruseanos lanzan UCAVs MQ-99 desde contenedores para derribar a los oseanos, a pesar de su superioridad en maniobras, Trigger logra derribar la mayoría de los drones, el mando ordena que ambas escuadrillas vuelvan a Fort Grays tras cumplir la misión.
Estrategia de dos pinchos: Osea en conjunto con la IUN-PKF lanzan en represalia un ataque en dos frentes al mismo tiempo contra Erusea. Las escuadrillas Mage, Golem, Skeleton y Gargoyle combaten a la Fuerza Aérea de Erusea sobre Chopinburg mientras la Armada de Osea lanza un ataque contra la capital del reino, Farbanti, desde el portaaviones Kestrel II. Mage se une en medio de la batalla sobre Chopinburg, derribando los cazas eruseanos restantes, la victoria dura poco al entrar el Liberty, un Arsenal Bird, al espacio aéreo para frenar el ataque de Osea, el Arsenal Bird es una gigantesca aeronave portadrones, construida para vigilar y proteger al Ascensor Espacial Internacional. Desplegando su flota de MQ-101, drones más rápidos y acrobáticos que los MQ-99, logra repeler la ofensiva oseana, derribando a la escuadrilla Skeleton, el alto mando de la IUN-PKF ordena la retirada, con Trigger cubriendo las espaldas del resto de los cazas. Mientras las fuerzas de Osea se retiran, un avión desconocido entra al combate y derriba a Gargoyle 1 y a Golem 2, retirándose sin dejar rastro. Tanto la ofensiva aérea como naval fracasó, siendo el Kestrel II hundido y su grupo aéreo embarcado derribado tras bombardear áreas civiles.
Rescate: Trigger es enviado en solitario a infiltrarse por la red de radares eruseanos que rodean al ascensor espacial para destruir sus defensas antiaéreas y abrir paso a un grupo de rescate para el expresidente Harling, que se ha mantenido oculto en la instalación tras la ocupación. Cumpliendo los primeros objetivos, Sea Goblin, un equipo de fuerzas especiales del Cuerpo de Infantería de Marina de Osea aterriza en el ascensor, pero es inmediatamente atacado por fuerzas enemigas, siendo su Chinook destruido y sus miembros muertos en acción. Ocupando la confusión del ataque, Harling y su escolta, el coronel de la Fuerza Aérea Johnson, despegan en un Osprey, ocupando el indicativo Mother Goose One. Mientras ambos se alejan del ascensor, el Arsenal Bird Liberty entra al espacio aéreo para detener el rescate del expresidente, desplegando sus drones, Johnson muere cuando la cabina del Osprey recibe una explosión, dejando a Harling como el piloto. Inexplicablemente, el V-22 da media vuelta y fija rumbo al ascensor, el AWACS Sky Keeper intenta varias veces comunicarse con el expresidente, pero no obtiene respuesta mientras el aparato es rodeado por drones. La misión termina en un rotundo fracaso cuando el Osprey es derribado, con Harling muriendo en la explosión, Trigger es catalogado como el único culpable, debido a que era el más cercano al convertiplano al momento de ser destruido.
444: tras ser enjuiciado por el magnicidio de Harling, Trigger es sentenciado a servir en la escuadrilla Spare, unidad penal creada como engaño para hacer parecer a la Base Aérea N° 444 como una unidad militar funcional, siendo esta solo un señuelo. Erusea muerde el anzuelo y bombardea la base, Spare despega y el resto de la unidad hace notar el prontuario del recién llegado, indicando que su avión tiene 3 marcas en la cola, siendo esta la señal de un delito de alta connotación. Los bombarderos eruseanos dan media vuelta y vuelven a soltar sus bombas sobre el lugar, impactando la torre de control, sin tener contacto con el coronel McKinsey, comandante de la base, el AWACS Bandog autoriza el uso de armamento para la escuadrilla Spare, quienes derriban los aparatos enemigos, uno de los miembros de Spare, Count, nota el buen rendimiento de los aviones que están pilotando, agradeciéndole a Avril Mead, mecánica y piloto civil que fue detenida tras reparar y volar sin permiso un Starfighter a principios de la guerra, por el mantenimiento de los cazas, apodándola como Reina de la Chatarra. Siendo todos los bombarderos derribados, Bandog indica que la misión se cumplió y ordena que Spare aterrize.
Largo día: McKinsey ordena a Spare adentrarse en territorio ocupado para determinar las capacidades antiaéreas enemigas, atacando la base aérea en Roca Roja. La unidad nota las capacidades de Trigger al ver lo fácil que le es atacar y destruir el aeródromo y los sitios antiaéreos eruseanos atrincherados en un cañón. Notando las pérdidas en su base, Erusea desplega MQ-99 para derribar a Spare, cayendo varios de sus miembros en combate, incluido el ludópata del grupo, High Roller. Count hace una competencia con Trigger para ver quien derriba más drones, con el primero aumentando su número de bajas de manera fraudulenta con cada derribo que hace el segundo, Tabloid, quien fue condenado a servir en Spare por actividades subversivas, hace notar las mentiras de Count. Spare logra derribar la totalidad de los UCAVs, cumpliendo la misión.
Primer contacto: Spare es enviada a destruir sitios antiaéreos en el Valle de Yinshi para despejar una ruta de escape a dos escuadrillas de reconocimiento de Osea, a pesar de condiciones atmosféricas muy adversas, Trigger logra destruir todas las baterías de misiles justo al entrar las escuadrillas oseanas, Strider y Cyclops, que están siendo perseguidas por drones de Erusea. Bandog ordena que Spare cubra la retirada de los otros equipos, con la gran mayoría negándose y huyendo del combate, solo Trigger cumple la orden y derriba a todos los drones. Sin moros en la costa, los oseanos comienzan a retirarse del espacio aéreo, pero la irrupción de un Su-30 color negro y alas rojas, que derriba a Spare 8, Champ, corta la retirada. Trigger una vez más entra en combate, pero el piloto eruseano demuestra gran habilidad, volando por entremedio de los desfiladeros y esquivando parte de los ataques del oseano. Tras recibir daño considerable, los eruseanos se retiran, haciendo lo mismo las escuadrillas de Osea.

## Errores
Los aviones jugables en Ace Combat 7 destacan por estar creados al detalle y ser copias virtuales muy fieles a las aeronaves reales, pero es posible apreciar algunos errores:
- El Sukhoi Su-33 es un caza naval de fabricación rusa diseñado especialmente para operar desde portaaviones. Para ello cuenta con un tren de aterrizaje reforzado, la posesión de alerones y flaps independientes y con un gancho de parada que usa para aterrizar en la cubierta de los portaaviones y el cual está situado en el radomo justo entre las toberas. Pero en Ace Combat 7 el Su-33 está equipado con un elemento que en la vida real este caza no posee. En el tren de aterrizaje delantero lleva equipada una barra de lanzamiento, un elemento que los cazas navales rusos no poseen. La barra de lanzamiento se acopla a las catapultas que tienen los portaaviones en la cubierta y esta los lanza fuera del barco a una velocidad impresionante. Pero estas catapultas no están presentes en los portaaviones rusos, en ellos los aviones despegan utilizando su propio empuje y con la ayuda de una rampa al final de la cubierta que los lanza al cielo (un ejemplo de este tipo de portaaviones es el Almirante Kuznetsov.) Por lo tanto al no llevar catapulta estos portaaviones los aviones que operan en ellos no equipan la barra de lanzamiento (un ejemplo de portaaviones que usa el sistema de catapulta es el buque norteamericano USS Nimitz.) Sin embargo en el videojuego los portaaviones desde los que podemos despegar y aterrizar equipan todos el sistema de catapulta, por lo que podríamos deducir que el hecho de que el Su-33 equipe la barra de lanzamiento no es realmente un error, sino una decisión intencionada de los desarrolladores de equipar al Su-33 con la barra de lanzamiento para poder usarlo en el videojuego desde esos portaaviones.
- En Ace Combat 7 el MiG-21 y el Su-47 están equipados con una sonda para poder repostar en el aire, pero en realidad ni el Su-47 ni el MiG-21 incorporan ese sistema por lo que no pueden repostar en vuelo. En el videojuego el cañón interno que lleva el MiG-21 es un cañón rotativo cuando realmente el cañón que equipa el avión es un cañón automático que tiene una cadencia de disparo menor.
- Es posible en AC7 armar al F-104C Starfighter con el misil AIM-9X Sidewinder (nombrado en el juego como Quick Maneuver Air-to-Air Missile y High-Power Air-to-Air Missile) pero es algo imposible en la realidad ya que este avión no puede ser equipado con ese misil.
- Se puede equipar al F-4E Phantom II, al F-15C Eagle, al Saab 39 Gripen E y al F-16C Fighting Falcon con el misil ASRAAM (conocido en el juego como Short-Range Aerial Suppression Air-to-Air Missile) Pero los únicos aviones que en realidad pueden ir armados con ese misil son los F/A-18M Hornet de la Real Fuerza Aérea Australiana; los F-35B Lightning II, Eurofighter Typhoon y Panavia Tornado de la Real Fuerza Aérea británica; y los SEPECAT Jaguar de la Fuerza Aérea India.
- Los aviones de origen ruso que aparecen en el videojuego (MiG-21, MiG-29, MiG-31, Su-30M2, Su-30SM, Su-33, Su-34, Su-35, Su-37, Su-47 y el Su-57) van todos equipados con el misil Molniya R-60, cuando en realidad sólo el MiG-21, el MiG-29 y el MiG-31 son los únicos de todos esos aviones que pueden llevar ese misil.